# جورج ووكر ويزلي دوسن
جورج ووكر ويزلي دوسن هو سياسي كندي، ولد في 14 فبراير 1858، وتوفي في 2 يوليو 1936. حزبياً، نشط في الحزب الليبرالي الكندي. وقد انتخب عضو مجلس العموم الكندي.